# Fochteloërveen
Fochteloërveen este o arie protejată (arie specială de conservare — SAC, sit de importanță comunitară — SCI, arie de protecție specială avifaunistică — SPA) din Țările de Jos întinsă pe o suprafață de 2.596 ha, integral pe uscat.

## Localizare
Centrul sitului Fochteloërveen este situat la coordonatele 53°00′19″N 6°24′36″E / 53.0054°N 6.41°E.

## Înființare
Situl Fochteloërveen a fost declarat sit de importanță comunitară în iulie 1998 pentru a proteja 11 specii de animale. Alte tipuri de protecție:
- arie de protecție specială avifaunistică (în decembrie 1998)[3]
- arie specială de conservare (în iunie 2013)[2][4][5]

## Biodiversitate
Situată în ecoregiunea atlantică, aria protejată conține 5 habitate naturale: Vegetație psamofilă uscată cu Calluna și Empetrum nigrum, Pajiști umede nord-atlantice cu Erica tetralix, Pajiști uscate europene, Turbării active, Mlaștini oligotrofe degradate, capabile încă de regenerare naturală.
La baza desemnării sitului se află mai multe specii protejate:
- păsări (10): rață lingurar (Anas clypeata), gâscă de semănătură (Anser fabalis), Cygnus columbianus bewickii, lebădă de iarnă (Cygnus cygnus), corcodel-cu-gât-negru (Podiceps nigricollis), cresteț pestriț (Porzana porzana), mărăcinar (Saxicola rubetra), mărăcinar negru (Saxicola torquatus), rață pitică (Anas crecca), gârliță mare (Anser albifrons)
- nevertebrate (1): libelule (Leucorrhinia pectoralis)